# Acide méfénamique
L'acide méfénamique (Ponstyl, Ponstan, Ponstel) est un anti-inflammatoire non stéroïdien  de la famille des fénamates, à laquelle appartient par exemple l'acide niflumique.
Il est utilisé en clinique humaine pour traiter les douleurs dont les douleurs menstruelles (dysménorrhée) ou l'arthrite rhumatoïde.
L'acide méfénamique peut être synthétisé à partir de l'acide orthochlorobenzoïque et l'orthoxylidine en chauffant et en présence de cuivre : on obtient en premier lieu le fénamate de potassium, puis par acidification on obtient l'acide méfénamique.

## Efficacité et mode d'action
Une étude japonaise de 1978 portant sur la réponse à la douleur chez des volontaires masculins en bonne santé utilisant une stimulation électrique de l'index a étudié l'efficacité de l'acide méfénamique ainsi que d'autres substances. L'acide acétylsalicylique à des doses de 500 et 1000 mg, l'acide méfénamique à des doses de 250 et 500 mg et la pentazocine à une dose de 25 mg ont été efficaces pour soulager la douleur, avec des différences statistiquement significatives par rapport à un placebo .
Comme d'autres membres de la classe des dérivés d'acides anthraniliques (ou phénamates), le produit inhibe les deux isoformes de la cyclooxygénase et empêche la formation de prostaglandines .